# Chak-Dynastie

Lage von Kaschmir

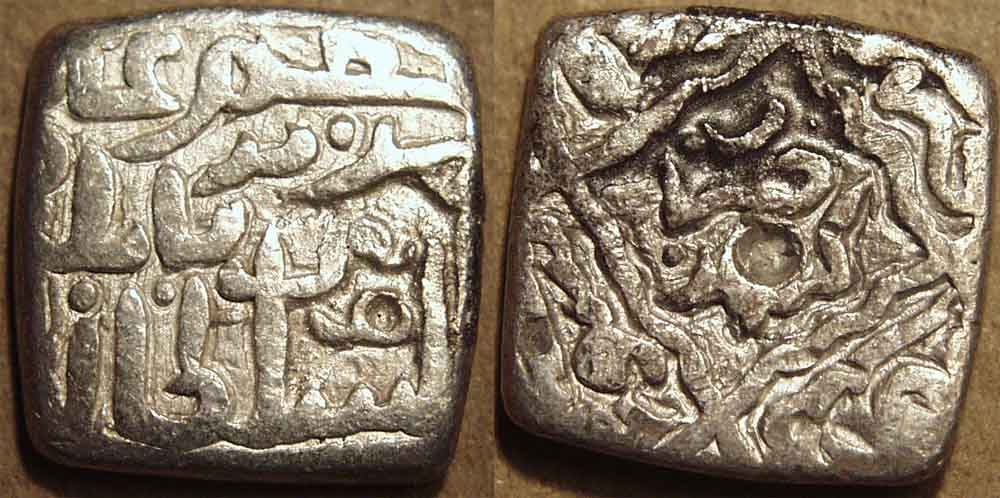
Kaschmirische Münze (um 1533)

Die ursprünglich aus der Region um Gilgit zugewanderten schiitisch-muslimischen Sultane der Chak-Dynastie übernahmen im Jahr 1561 für knapp 30 Jahre die Herrschaft im nordindischen Kaschmirtal. Ihre Hauptstadt war Srinagar.

## Geschichte
Das in wesentlichen Teilen vom Fluss Jhelam durchflossene und klimatisch begünstigte und deshalb fruchtbare Kaschmirtal befand sich bereits mehr als 200 Jahre lang (1339–1561) in den Händen der ebenfalls zugewanderten sunnitischen Shah Miri-Dynastie. Deren Herrschaft war jedoch permanent gefährdet, da sich andere regionale Kriegsherren und nicht zuletzt die Moguln um die Oberhoheit über Kaschmir stritten. In den politischen Wirren der Zeit übergaben die Shah Miris die Posten des Feldherrn (Commander-in-chief) an Generäle der Chaks, die sich ganz allmählich zu den eigentlichen Herrschern über Kaschmir entwickelten.

## Liste der Sultane
| Titularname                                                                              | Geburtsname                 | Regierungszeit |
| ---------------------------------------------------------------------------------------- | --------------------------- | -------------- |
| Muḥammad Humāyūn محمد ہمایوں                                                             | Ghazi Shah غازی شاہ چَک      | 1561–1563      |
| Nasiru'd-Din ناصرالدین                                                                   | Husain Shah حُسین شاہ چَک     | 1563–1570      |
| Zahīru'd-Din Muhammad Alī ظہیرالدین محمد علی                                             | Ali Shah عَلی شاہ چَک         | 1570–1578      |
| Nasiru'd-Din Ghazi ناصرالدین غازی                                                        | Yousuf Shah (1) یُوسُفْ شاہ چَک | 1578–1579      |
| Sayyid Mubarak von der Baihaqi-Dynastie bestieg für einige Monate den Thron im Jahr 1579 |                             |                |
| Lohar Ghazi لوہر غازی                                                                    | Lohar Khan لوہر خان چَک      | 1579–1580      |
| Nasiru'd-Din Ghazi ناصرالدین غازی                                                        | Yousuf Shah (2) یُوسُفْ شاہ چَک | 1580–1586      |
| Ismā'īl Shah اسماعیل شاہ                                                                 | Yakub Shah یَعقوب شاہ چَک     | 1586–1589      |

Yakub Shah wurde am 14. Oktober 1586 von den zumeist in Delhi residierenden Moguln abgesetzt; den Titel „Sultan“ behielt er jedoch noch drei Jahre bei.